# A.C.D. Rivoli
Associazione Calcio Dilettantistica Rivoli là một câu lạc bộ bóng đá của hiệp hội Ý đến từ Rivoli, Piedmont.
Nó ở mùa giải 2010-11, từ Serie D nhóm A đã xuống hạng, sau trận play- off, đến Eccellenza Piedmont và Thung lũng Aosta.
Màu sắc của nó là vàng và xanh.